# Лопезово отварање
Лопезово отварање (или МекЛеодов напад) је шаховско отварање које почиње потезима:
1. е4 е5
2. с3
Други потез белог се припрема да гурне пешака на d4, успостављајући јак центар . Могуће је да се партија промени на друга отварања, највероватније на Понзианијев или Герингов гамбит у шкотској партији. Међутим, Ерик Шилер у Неконвенционална шаховска отварања тврди да је ово отварање преспоро и да црни могу енергично да одговоре са 2...d5! како би се елиминисале могућности транспозиције и решили сви његови почетни проблеми пошто после 1.е4 е5 2. c3 d5! 3.еxd5 Dxd5, није могуће јурити краљицу са 4. Sc3 и тиме добити темпо.